# Tvåfläckig snabbagge
Tvåfläckig snabbagge (Anthicus bimaculatus) är en skalbaggsart som först beskrevs av Johann Karl Wilhelm Illiger 1801.  Tvåfläckig snabbagge ingår i släktet Anthicus, och familjen kvickbaggar. Enligt den finländska rödlistan är arten nära hotad i Finland. Enligt den svenska rödlistan är arten nära hotad i Sverige. Arten förekommer i Götaland, Gotland, Svealand, Nedre Norrland och Övre Norrland. Artens livsmiljö är sandstränder vid Östersjön.